# Российская газета
«Росси́йская газе́та» — российская газета на русском языке, официальный печатный орган Правительства Российской Федерации.
17 мая 2024 года запрещена к распространению в Евросоюзе за «манипулирование информацией и грубое искажение фактов».

## Тематика и охват
После публикации в этом издании (а также в «Парламентской газете» и «Собрании законодательства Российской Федерации» или при опубликовании на «Официальном интернет-портале правовой информации») вступают в силу нормативные правовые акты: федеральные конституционные законы, федеральные законы (в том числе кодексы), указы Президента России, постановления и распоряжения Правительства России, нормативные акты министерств и ведомств.
Публикуются также новости, репортажи и интервью государственных деятелей, комментарии к официальным документам.
Статус официального публикатора документов определён Федеральным законом от 14.06.1994 г. № 5-ФЗ «О порядке опубликования и вступления в силу федеральных конституционных законов, федеральных законов, актов палат Федерального Собрания» и Указом Президента Российской Федерации от 23 мая 1996 г. № 763 «О порядке опубликования и вступления в силу актов Президента Российской Федерации, Правительства Российской Федерации и нормативных правовых актов федеральных органов исполнительной власти».
На последней странице «Российской газеты — Неделя» — анекдоты, сканворд, судоку, гороскоп, викторина.
Тираж ежедневного выпуска «Российской газеты» — 100 500 экземпляров (данные на январь 2024).

### Региональная и международная сеть

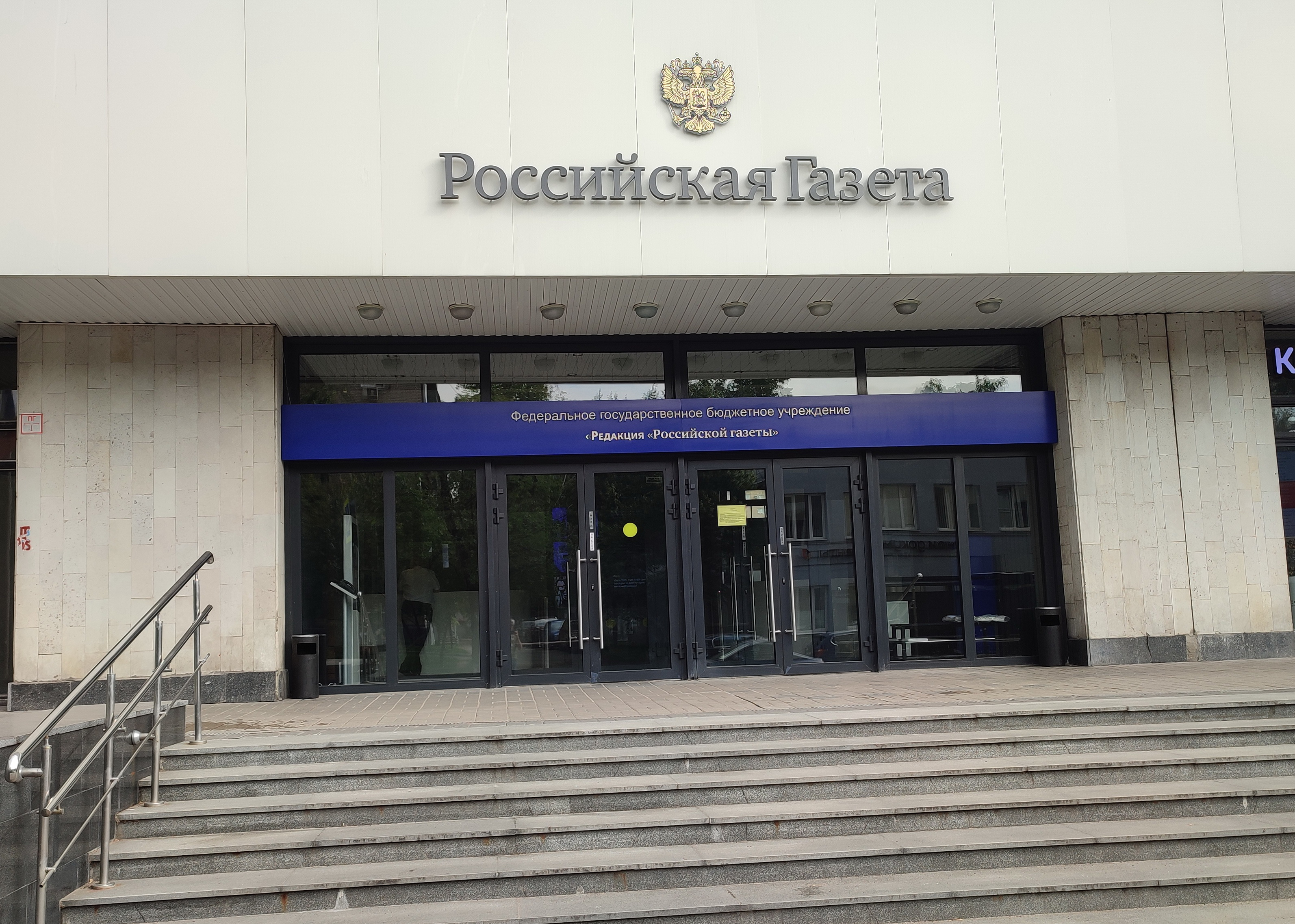
Вход в редакцию «Российской газеты» на улице Правды

Печатается в 43 городах России и в Бишкеке, выпуски газеты сопровождаются региональными вкладками и тематическими приложениями.
Региональная сеть «Российской газеты» включает в себя 31 филиал, в том числе 15 головных: Санкт-Петербург, Волгоград, Воронеж, Ростов-на-Дону, Краснодар, Симферополь, Нижний Новгород, Самара, Казань, Уфа, Пермь, Екатеринбург, Новосибирск, Красноярск, Хабаровск.
Собственные корреспонденты за рубежом: Болгария, Босния и Герцеговина, Бразилия, Греция, Италия, Иран, Куба, Франция, Чехия, Южная Корея, Япония.

### Интернет-портал RG.RU
Интернет-портал «Российской газеты» RG.RU существует с 1999 года и также наделён официальным статусом. Тексты размещаемых на портале нормативных правовых актов федеральных органов исполнительной власти, решений Суда Евразийского экономического сообщества, решений Совета и Коллегии Евразийской экономической комиссии, являются официальными. Среднемесячная аудитория сайта в 2020 году — около 35 миллионов пользователей. Среднесуточная аудитория — около 3,5 миллионов пользователей.

### Книгоиздание
Газетой издаются серии книг с государственными документами и комментариями к ним.

## История правительственных СМИ в России
Первой российской государственной газетой (как и вообще первой русской печатной газетой) можно считать «Санкт-Петербургские ведомости», начавшие выходить по распоряжению Петра I в 1702 году. Но первый официальный периодический печатный орган российского правительства появился только в 1869 году, он получил название «Правительственный вестник». В марте 1917 года «Правительственный Вестник» был переименован в «Вестник Временного Правительства», в октябре 1917-го газета получила название «Газета временного рабочего и крестьянского правительства», с января 1918 года — «Газета рабочего и крестьянского правительства».
Также в 1905—1914 годах под видом частного издания выходила газета «Россия», за которой (в 1906—1911 годах) стоял Пётр Столыпин. Вскоре после убийства Столыпина факт соглашения между издателем «России» и Главным управлением по делам печати был документально и публично подтверждён.
В марте 1917 года началось издание газеты «Известия Петроградского совета рабочих и солдатских депутатов»; с 1 сентября 1917 года стала называться «Известия Центрального исполнительного комитета советов рабочих и солдатских депутатов», с 29 сентября 1917 года — «Известия ЦИК Советов рабочих и солдатских депутатов». В 1923 году в связи с объединением России, Украины, Белоруссии и Закавказья в СССР газета «Известия ЦИК» была передана ЦИК СССР и стала называться «Известия ВЦИК СРККиКД и ЦИК СССР». В 1938 году после упразднения Советов рабочих и крестьянских депутатов и их центральных органов газета была передана Совету Народных Комиссаров СССР и стала называться «Известия Советов депутатов трудящихся», а с 1977 года — «Известия Советов народных депутатов».
В 1956 году была основана газета «Советская Россия», ставшая печатным органом правительства.
Газета «Правда», вопреки сложившейся репутации «главного рупора СССР», никогда не была правительственной, а формально являлась органом правящей партии, то есть КПСС.

## История издания

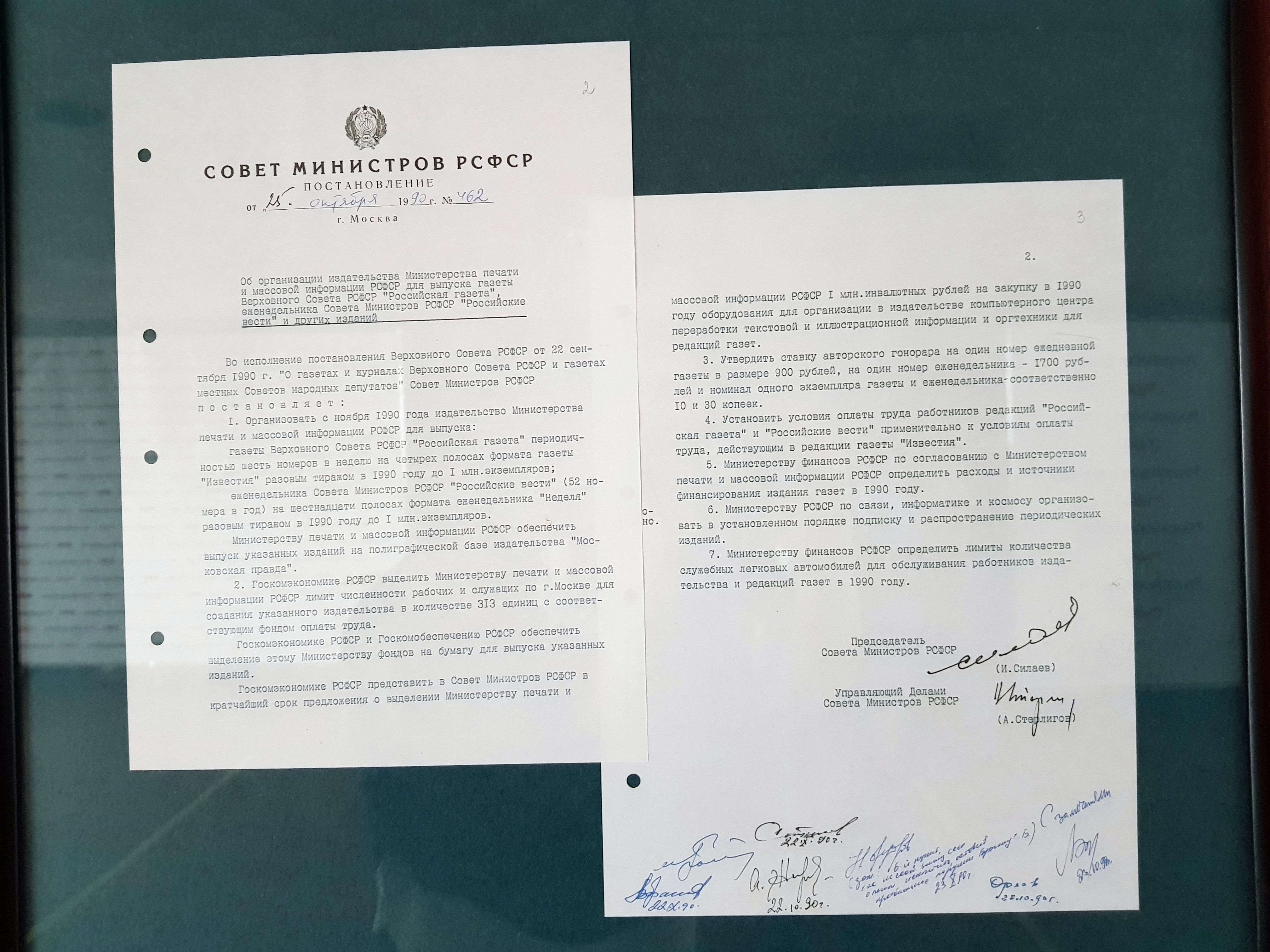
Постановление Совета министров РСФСР об учреждении «Российской газеты» и «Российских вестей» (1990). Выставлено в фойе конференц-зала «Российской газеты».

В 1990 году Верховным Советом РСФСР были основаны газеты «Российская газета» и «Российские вести» (первый номер вышел 11 ноября 1990 года).
В публикациях СМИ неоднократно назывался «основателем» и «первым главным редактором» «Российской газеты» Борис Миронов. Согласно воспоминаниям Валентина Логунова, изложенным в его книге, группа из четырёх журналистов под руководством Бориса Миронова — помощника министра печати Полторанина подготовила пробный «нулевой» четырёхполосный номер, он был напечатан ограниченным тиражом в первых числах ноября 1990 года, «исключительно для глаз власти». Однако кандидатуру Миронова не утвердил Руслан Хасбулатов. Этому предшествовал спор о названии. Хасбулатов предложил назвать газету «Республика», Миронов настаивал на «Российской газете» и написал жалобу на Хасбулатова председателю Верховного Совета РСФСР Ельцину. Через три дня главным редактором был назначен Логунов.

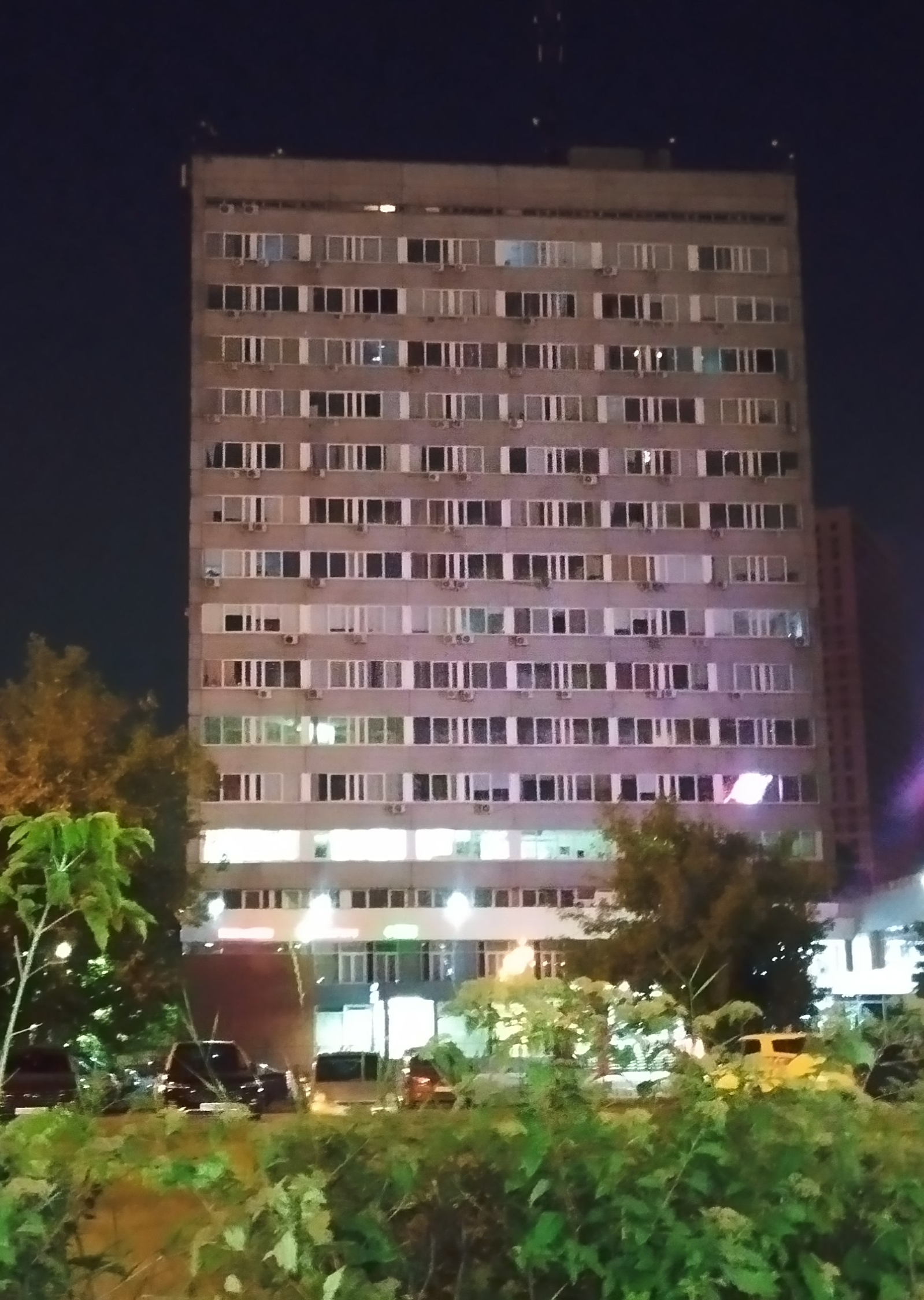
Здание на Волгоградском проспекте, 26, в Москве где со дня основания и до сентября 1991 года размещалась редакция «Российской газеты»

Редакция размещалась в Москве по адресу: Волгоградский проспект, 26. Ей распоряжением правительства было переданы помещения в 17-этажном здании «Россельхозтехники». Первоначальный тираж составлял 200 000 экземпляров и сперва распространялся лишь в Москве, с 22 января 1991 года газета стала продаваться в розницу и в регионах страны. Главный редактор Валентин Логунов в январе 1991 года сформулировал основную тему издания: «российские суверенитеты: политический и экономический». Задачей издания была публикация всех законов и документов, исходящих от республиканского парламента.
В январе 1991 года, газета пользовалась повышенным спросом в московских киосках печати наравне с конкурентами, такими как «Коммерсантъ», «Мегаполис Экспресс» и «НГ», подписка на 1992 год выросла более чем в 2 раза, по сравнению с 1991 и составила 577 тысяч экземпляров.
В 1991 году «РГ» переехала в 12-этажное здание, которое до провала Августовского путча целиком занимала редакция газеты ЦК КПСС «Правда».
В 1992—1993 годах в ходе конфликта между администрацией Бориса Ельцина и Верховного совета, газета выступала на стороне последнего. Выпуск издания был временно прекращен во время октябрьских событий 1993 года. Несмотря на протест трудового коллектива, выступавшего за независимость издания, полномочия учредителя были переданы Правительству России, был значительно сокращен штат, упразднена почти вся редколлегия, ликвидированы большинство отделов, уволены 70 процентов сотрудников.
В ноябре 1994 года газета опубликовала анонимную статью «Падает снег», анализировавшую политическую ситуацию в стране, вызывавшую широкий резонанс и критику со стороны других СМИ. В ней утверждалось, что группа «Мост» и его гендиректор Гусинский стремятся «возвести в президентство» своего человека, который бы слепо выполнял их волю. При этом говорилось, что интересы «Моста» противоречат «жизненно важными интересами России», являясь прозападными. В июне 1995 года суд признал публикацию порочащей репутацию компании. По мнению аналитиков «Ельцин-центра», эта публикация была одной из первых, направленных против возможной президентской кампании Юрия Лужкова и появилась в результате конфликта в ближайшем окружении президента Ельцина.
С 2001 года в «Российской газете» был запущен проект «Деловой завтрак»: встреча государственного деятеля или деятеля культуры за кофейным столом с профильными журналистами, которые, в том числе, передают приглашенному заранее собранные вопросы читателей.
По данным на 2008 год, издание получало поддержку из госбюджета, в том числе для издания еженедельного приложения «Российская газета — Неделя», которое по подписке получали ветераны Великой Отечественной войны и инвалиды, «афганцы», семьи погибших воинов и представители иных социально-незащищенных групп граждан.
По данным «СПАРК-Интерфакс», выручка по РСБУ выступающего издателем газеты ЗАО «Информационно-издательский концерн „Российская газета“» (на 90 % принадлежит ФГУ «Редакция „Российской газеты“») в 2007 году составила 2,929 млрд руб., прибыль — 238 млн руб.
Во второй половине 2008 года был значительно сокращён штат издания и корсеть, закрыты 32 региональных бюро.
В мае 2009 года «TNS Media Intelligence» (ведущая компания в сфере мониторинга СМИ) составила отчёт по цитируемости российских изданий в эфире центрального телевидения и радио. Согласно исследованию, «Российская газета» наряду с «Коммерсантом» и «Известиями» «являются ключевыми источниками деловых и политических новостей в российском информационном пространстве».
С 2011 года «Российская газета» по инициативе кинообозревателя Валерия Кичина проводит онлайн кинофестиваль «Дубль два», на котором представляются немассовые фильмы.
В январе 2012 года ежедневная «Российская газета» обновила дизайн макета и начала печататься в цвете (только в типографиях в Москве и Санкт-Петербурге). Макет газеты создан в «Дизайн-бюро Анатолия Гусева». Основная цель обновления — сделать дизайн издания более современным и насыщенным. Перемены коснулись всего макета — начиная от логотипа и заканчивая шрифтами. Шрифт газеты, специально разработанный ведущим дизайнером-шрифтологом Тагиром Сафаевым, имеет несколько начертаний. Этим шрифтом набраны новый логотип газеты, заголовки и заметки.
В ноябре 2012 года в свет вышел первый номер «Российской газеты в Украине» (полноцветное издание, печатающееся в Донецке на русском языке).
Указом Президента Российской Федерации от 9 декабря 2013 года федеральное государственное бюджетное учреждение (ФГБУ) «Редакция журнала „Родина“» присоединено к ФГБУ «Редакция „Российской газеты“».
С 2018 года вместе с агентством «Россия Сегодня» издание сотрудничает с Медиакорпорацией Китая, в рамках партнёрства был создан проект «Россия — Китай: главное».
По данным компании Mediascope, по итогам 2019 года «Российская газета» заняла второе место среди печатных СМИ по эфирной цитируемости материалов в эфире радио и телевидения.

## Руководство
С 2001 года по 26 октября 2010 года генеральным директором издания являлся Александр Горбенко, выпускник Свердловского высшего военно-политического танкоартиллерийского училища. 26 октября 2010 года, после ухода Горбенко в Правительство Москвы, пост генерального директора «РГ» занял Павел Негоица.
Главный редактор газеты Владислав Фронин занимает свой пост с 2001 года. С 1996 по 2001 годы он был заместителем главного редактора. С 1974 года работал в газете «Комсомольская правда», которую возглавлял с 1988 по 1995 годы.

## Главные редакторы «Российской газеты»
Главными редакторами были:
- 1990 (ноябрь) — 1993 (сентябрь) — Логунов, Валентин Андреевич (род. 27 июля 1938)
- 1993 (октябрь) — Куприянов, Александр Иванович — был избран трудовым коллективом, но занимал свою должность менее одних суток[31]
- 1993 (октябрь) — 1995 (июль) — Полежаева, Наталья Ивановна
- 1995 (июль) — 2001 (февраль) — Юрков, Анатолий Петрович[32][33]
- 2001 (с 21 февраля) — Фронин, Владислав Александрович[3]

## Издания «Российской газеты»
По состоянию на конец 2020 года в издательском доме «Российская газета» выходят:
- Ежедневное издание «Российская газета»;
- Еженедельное издание «Российская газета — Неделя»;
- Исторический научно-популярный журнал «Родина»;
- Правовые сборники «Библиотечка „Российской газеты“» — тематические сборники актуальных официальных документов с комментариями правоведов;
- «СОЮЗ. Беларусь-Россия» — периодическое издание Совета Министров Союзного государства. Выходит с 25 ноября 1999 года вкладкой еженедельно (по четвергам). Готовится к выпуску совместно с журналистами издательского дома «СБ. Беларусь сегодня». Совокупный тираж в двух странах — 275 249 экземпляров (по состоянию на октябрь 2020 года).
- «ГодЛитературы. РФ» — сетевое издание о литературе и книжности, создано в 2015 году по решению Оргкомитета по проведению Года литературы в России. С 2016 года существует как постоянный спецпроект «Российской газеты».

Ранее также выходил ряд приложений:
- «Российская аграрная газета», «Российская научная газета», «Российская бизнес-газета» (1999—2015 годы)
- «Russia Beyond the Headlines» (2007—2017). Проект работал в веб- и мобильной версии, выходил в виде печатной вкладки в зарубежных газетах в 27 странах. В 2017 году передан компании, управляющей телеканалом RT.

## Кадры

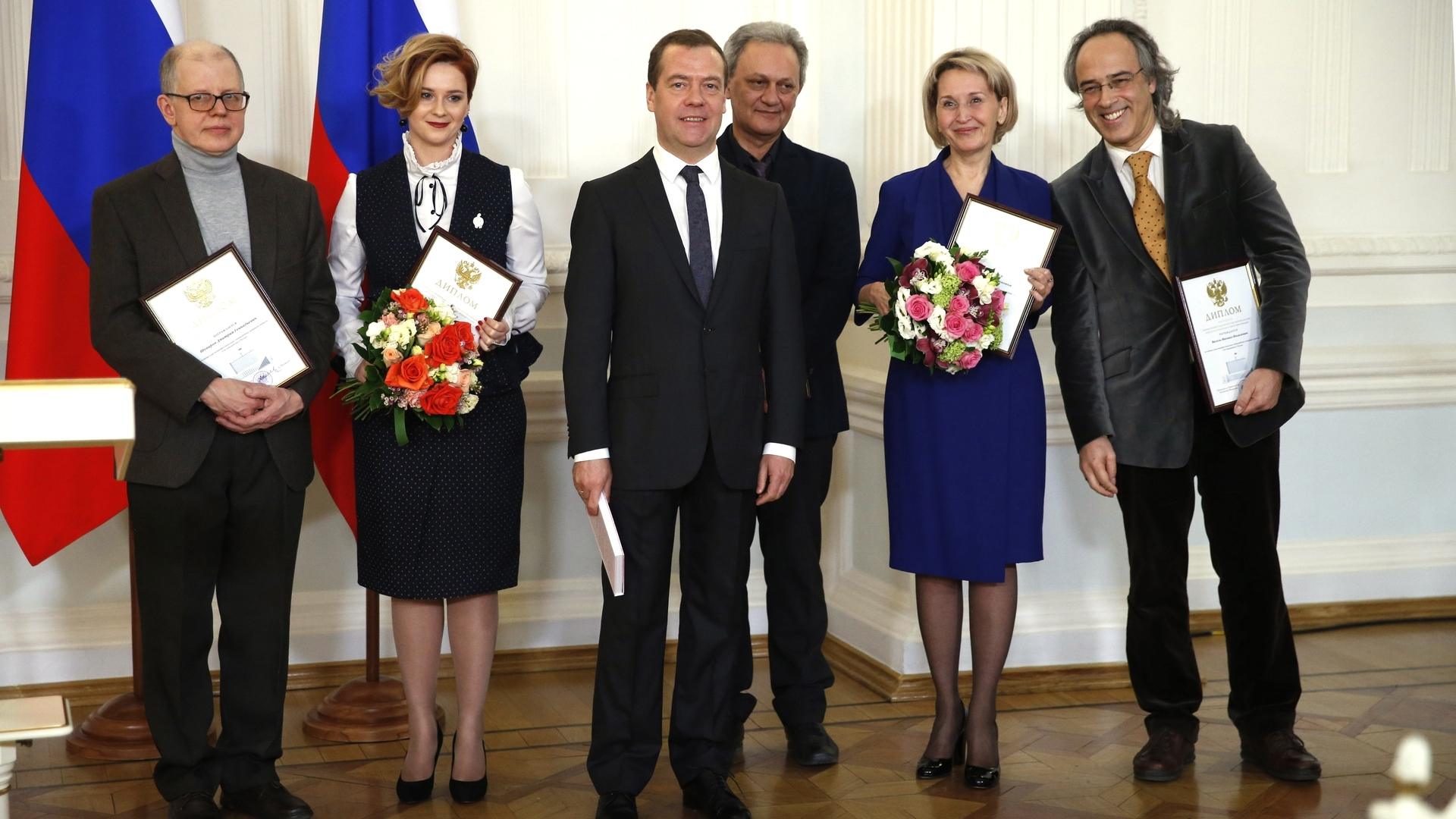
Дмитрий Медведев (в центре) и сотрудники редакции «Российской газеты» во время вручения премии Правительства России в области СМИ 13 января 2017 года (крайний справа — Михаил Визель)

Среди сотрудников газеты — писатели и публицисты Валерий Выжутович, Владимир Снегирёв, Юрий Снегирёв, Николай Долгополов, Игорь Вирабов. На конец 2020 года в издании работает писатель, лауреат Госпремии и премии «Большая книга» Павел Басинский. Заместителем главного редактора издания работает Юрий Лепский, автор книг о Бродском.
Постоянными колумнистами газеты выступают:
- Андрей Исаев — первый заместитель руководителя фракции «Единая Россия» в Государственной Думе,
- Федор Лукьянов — главный редактор журнала «Россия в глобальной политике».
- Андрей Максимов — режиссёр, писатель.
- Яков Миркин — экономист, профессор,
- Леонид Радзиховский — публицист
- Михаил Швыдкой — доктор искусствоведения, спецпредставитель Президента РФ по международному культурному сотрудничеству.

В разные годы в штате газете работали писатели, политики и журналисты, ставшие впоследствии руководителями других СМИ.
В 1990-е годы обозревателями «РГ» работали писатели Юрий Буйда, Максим Калашников (Владимир Кучеренко), Майя Кучерская. Позднее в «РГ» работали обозревателями и редакторами поэт Игорь Царёв, писатель Ирина Пуля (Ирина Краева), журналист и писатель Лев Данилкин.
Александр Куприянов в 1992 и 1993 был первым заместителем главного редактора «РГ», впоследствии — главный редактор «Экспресс-газеты» и «Вечерней Москвы».
Поэт и публицист Эдмунд Иодковский был обозревателем «РГ», впоследствии — главный редактор «Литературных новостей».
Писатель и публицист Андрей Гусев работал спецкором «РГ» в начале 90-х, впоследствии — главный редактор «Новой медицинской газеты» (NMG).
Публицист Ирина Ханхасаева являлась заместителем главного редактора в 90-е годы; сценарист Елена Шапошникова работала специальным корреспондентом; писательница Елена Токарева возглавляла отдел экономики, впоследствии — главный редактор газеты «Stringer/Стрингер».

## Тираж и объём газеты
По состоянию на 2024 год тираж «Российской газеты» варьируется в зависимости от номера в пределах 100—101 тысячи экземпляров. Социальный тираж «Российской газеты — Неделя» может достигать 3,2 млн экземпляров.
Объём ежедневной газеты составляет 12 страниц формата А2 в понедельник и пятницу, 12 страниц и 4 страницы приложений — во вторник и четверг, 16 страниц — в среду. В отдельные дни объём может увеличиваться до 16 страниц, а при публикации новых законов — до 24. Объём «Недели», выходящей по средам, составляет 32 страницы формата А3.

## Награды
- Почётная грамота Правительства Российской Федерации (2 ноября 2015 года) — за большой вклад в реализацию государственной информационной политики и высокий профессионализм[39]
- Премия Правительства Российской Федерации в области средств массовой информации (3 декабря 2016 года) — шеф-редактору Михаилу Визелю и редактору интернет-портала «Год литературы в России» (создан редакцией «Российской газеты») Ирине Зайцевой[40], а также редактору Игорю Вирабову, заместителю редактора отдела культуры Анастасии Скорондаевой и корреспонденту еженедельного номера «Российская газета — Неделя» Дмитрию Шеварову за создание и высокопрофессиональное сопровождение этого интернет-портала[41].
- В 2011 году порталу RG.RU вручена «Премия Рунета» в номинации «Культура и массовые коммуникации» за оперативное знакомство аудитории с законотворческой деятельностью.

## Критика
В 2001 году одно из маркетинговых агентств, по итогам специально проведённой акции, отнесло «Российскую газету» к числу 13 российских СМИ, где за публикацию заказных статей принимают денежное вознаграждение (то есть практикуют так называемую «джинсу́»).
18 июля 2020 года в «Российской газете» вышла статья «В Синьцзяне не нарушаются права человека», созданная в рамках сотрудничества с Медиакорпорацией Китая. Как отмечает издание Meduza, «язык статьи напоминает официальное выступление высокопоставленного китайского чиновника с трибуны Дома народных собраний в Пекине — и своей пропагандистской прямотой выделяется даже на фоне других материалов российского государственного СМИ».
В феврале 2022 года издание вслед за сайтом украинского общественного движения «Украинский выбор» пророссийского политика Виктора Медведчука опубликовала новость без указания источника (украинский выбор — назвал первоисточником Lb.ua) о том, что польский премьер-министр Матеуш Моравецкий в ходе визита в Киев назвал украинцев дешёвой рабочей силой. При этом в единственном данном им изданию LB.ua интервью этого словосочетания просто нет.

### Публикация лженауки
Комиссия по борьбе с лженаукой Российской академии наук неоднократно критиковала «Российскую газету» за публикацию псевдонаучных статей — например, статьи с рекламой гомеопатии, публикации о государственном финансировании вечного двигателя, статьи о структурированной воде и других.
Основатель комиссии, академик РАН В. Л. Гинзбург отдельно раскритиковал наличие в правительственной газете астрологических гороскопов: «Я считаю этот факт буквально позорящим Россию. Сомневаюсь в том, что такое возможно в любой другой цивилизованной стране». Председатель комиссии, академик РАН Е. Б. Александров, по этому поводу отметил: «На Западе, кстати, гороскопы — удел жёлтой прессы. А у нас даже „Российская газета“ — правительственное издание! — печатает предсказания всяким там козерогам и тельцам. Это позор».
Большой резонанс в академическом, медицинском и журналистском сообществах вызвала статья «Швейцария нам указ?», посвящённая гомеопатии, опубликованная в номере «Российской газеты» от 15 октября 2015 года. В ней, в форме интервью с одним из российских гомеопатов, рассказывается о швейцарской клинике, якобы добившейся успеха в лечении тяжёлых заболеваний, включая онкологические, методами гомеопатии. Президент межрегионального Общества фармакоэкономических исследований, заместитель председателя Формулярного комитета РАМН, доктор медицинских наук, профессор П. А. Воробьёв указывает, что в статье приводится название клиники, при этом материал не помечен как рекламный и в целом, по мнению Воробьёва, является «явно заказным». Воробьёв просит Росздравнадзор проверить данный факт: «Введение огромного числа больных людей в заблуждение относительно методов терапии опухолей представляется мне преступлением. И не абстрактным, а вполне себе уголовным», и обращает внимание на то, что указанная клиника и ранее рекламировалась в «Российской газете». Доктор медицинских наук, профессор НИУ ВШЭ, президент Общества специалистов доказательной медицины В. В. Власов характеризует опубликованный материал следующим образом: «мы почти наверняка имеем дело с джинсой, причём с самой циничной, адресованной людям, готовым платить очень много в последней надежде. За что?», также говоря о неэффективности гомеопатии. В газете «Троицкий вариант — Наука» было опубликовано «Открытое письмо медицинских журналистов главному редактору „Российской газеты“ В. А. Фронину в связи с публикацией статьи „Швейцария нам указ?“», в котором говорится о несовместимости статьи с «этическими и профессиональными нормами» и предлагается удалить статью с сайта, чтобы «уменьшить безусловный вред» от неё.

### Запрет на вещание в Евросоюзе
17 мая 2024 года было приостановлено распространение «Российской газеты» в 27 странах Евросоюза, так как издание «распространяет и поддерживает российскую пропаганду и агрессивную войну против Украины». Совет Европейского союза, приостановив вещание и распространение ряда других компаний, отмечал что эти СМИ «находятся под постоянным прямым или косвенным контролем властей Российской Федерации, они сыграли существенную роль в поддержке агрессивной войны России против Украины, а также в дестабилизации соседних стран».
13 июня 2024 года «Российская газета» включена в санкционный список Канады против лиц и организаций вовлечённых в операции по дезинформации и пропаганде.
24 июня 2024 года включена в санкционные списки Европейского союза.